# Norbert Hauata
Norbert Hauata (sinh ngày 8 tháng 6 năm 1979) là trọng tài bóng đá người Polynésie thuộc Pháp.
Hauata trở thành trọng tài FIFA vào năm 2008. Sự nghiệp quốc tế của ông bao gồm Giải vô địch bóng đá U-17 thế giới 2011 và Cúp bóng đá châu Đại Dương 2012.